# Aegidius von Lessines
Aegidius von Lessines, lat.: Aegidius a Letinis oder Aegidius de Lessinia, franz.: Giles von Lessines, (* um 1235; † 1304 oder später) war ein belgischer Dominikanermönch, Philosoph und Astronom des 13. Jahrhunderts.

## Leben und Werk
Aegidius von Lessines stammte aus Lessines (heute Provinz Hennegau) im heutigen Belgien, wurde möglicherweise im Kloster von Valenciennes Dominikaner, studierte in Paris (Baccalaureus der Theologie) und war wahrscheinlich Schüler von Albertus Magnus in Köln und später von Thomas von Aquin in Paris (als dieser dort von 1269 bis 1272 lehrte). Er war ein früher Vertreter des Thomismus, der die Lehren von Thomas von Aquin nicht nur darstellte, sondern weiterentwickelte, so 1278 in einer Verteidigung der Lehre von der Einheit der substantiellen Form von Thomas von Aquin (ohne diesen zu nennen) gegen Robert Kilwardby. Er fragte (zwischen 1270 und 1275) bei Albertus Magnus um eine Stellungnahme zu fünfzehn in Paris diskutierten philosophischen Problemen an. Dreizehn davon waren 1270 vom Bischof von Paris Étienne Tempier verurteilt worden. Albertus Magnus antwortete darauf in De quindecim problematibus.
Von Aegidius von Lessines stammen ab 1260 astronomische Schriften wie die Summa de temporibus und ein Buch über Kometen mit seiner Beobachtung des Kometen von 1264 (De essentia, motu et significatione cometarum). Er zitiert dazu Aristoteles (Meteorologia) nach der Übersetzung des Dominikaners Wilhelm von Moerbeke (1260), Albertus Magnus, Robert Grosseteste und unter anderem Nur ad-Din al-Bitrudschi und Albumasar, was auf einen Zugang zu einer großen Bibliothek hinweist. Seine Beobachtungen dienten im 18. Jahrhundert Richard Dunthorne dazu, die Bahn des Kometen zu berechnen.
Aegidius von Lessines schrieb auch zu Wirtschaftsfragen. So verteidigte er in De usuris (zwischen 1278 und 1284 entstanden) das kirchliche Zinsverbot.
Seine De concordia temporum behandelt die Konkordanz historischer Daten. Da sie 1304 endet, war das womöglich der Zeitpunkt seines Todes.